# بابونه بیشه‌زاری
بابونه بیشه‌زاری (نام علمی: Anthemis triumfettii subsp. Triumfettii) نام یک گونه از سرده بابونه است.